# Linyphantes pacificus
Linyphantes pacificus är en spindelart som först beskrevs av Banks 1906.  Linyphantes pacificus ingår i släktet Linyphantes och familjen täckvävarspindlar. Inga underarter finns listade i Catalogue of Life.